# Celestino Migliore

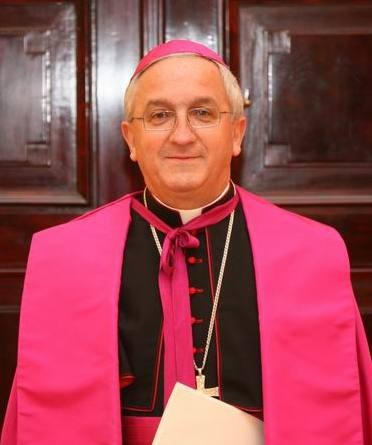
Celestino Migliore

Wappen von Erzbischof Celestino Migliore

Celestino Migliore (* 1. Juli 1952 in Cuneo, Piemont, Italien)  ist ein italienischer Geistlicher, römisch-katholischer Erzbischof und Diplomat des Heiligen Stuhls.

## Leben
Celestino Migliore studierte am Diözesanseminar in Fossano und wurde in Kanonischem Recht an der Päpstlichen Lateranuniversität in Rom promoviert. Er empfing am 25. Juni 1977 die Priesterweihe. Nach einem Studium an der Päpstlichen Diplomatenakademie und Sprachenausbildung in Französisch und Englisch trat er in den diplomatischen Dienst des Vatikans ein. Von 1980 bis 1984 war er Angehöriger der Apostolischen Delegatur in Angola.
1984 wurde er Mitarbeiter der Apostolischen Nuntiatur in den USA. 1988 wechselte er in die Nuntiatur nach Ägypten und 1989 nach Polen. Von 1992 bis 1995 vertrat er den Heiligen Stuhl beim Europarat in Straßburg. 1995 wurde er Untersekretär der Abteilung der römischen Kurie für die Beziehungen der USA in Rom; zudem leitete er hochrangige Delegationen in China, Vietnam und Nordkorea. Er war Teilnehmer vieler Konferenzen der Vereinten Nationen. Zudem lehrte er als Gastprofessor an der Lateranuniversität.
Am 30. Oktober 2002 ernannte ihn Papst Johannes Paul II. zum Titularerzbischof von Canosa und in Nachfolge von Renato Raffaele Martino zum ständigen Beobachter bei den Vereinten Nationen in New York. Die Bischofsweihe spendete ihm der Papst persönlich am 6. Januar des nächsten Jahres im Petersdom; Mitkonsekratoren waren die Kurienerzbischöfe Leonardo Sandri, Substitut des Staatssekretariates, und Antonio Maria Vegliò, Sekretär der Kongregation für die orientalischen Kirchen.
Am 10. Juni 2010 berief ihn Papst Benedikt XVI. als Nachfolger Józef Kowalczyks zum Apostolischen Nuntius in Polen. Papst Franziskus ernannte ihn am 28. Mai 2016 zum Apostolischen Nuntius in der Russischen Föderation. Am 21. Januar 2017 ernannte ihn Papst Franziskus zusätzlich zum Apostolischen Nuntius in Usbekistan.
Am 11. Januar 2020 ernannte ihn Papst Franziskus zum Apostolischen Nuntius in Frankreich.